# Мовзон, Аркадий Иосифович
Арка́дий Мовзо́н (Аро́н Ио́сифович Мовшензо́н, бел. Аркадзь Іосіфавіч Маўзон; 1918—1977) — белорусский советский драматург, сценарист, театровед. Член Союза писателей СССР (1947).

## Биография
Родился 23 сентября 1918 года в рабочей семье. Родители: Иосиф Аронович и Любовь Борисовна Мовшензон. В 1935 году окончил Витебское фабрично-заводское училище. Работал в Минске на заводе «Коммунар». Учился в драматической студии при БГТ-1.
С 1936 года работал актёром и ассистентом режиссёра в Белорусском театре им. Я. Коласа. С 1946 года — заведующий отделом культуры газеты «Віцебскі рабочы», с 1950 года — начальник сценарного отдела студии «Беларусьфильм». В 1965—1971 годы — редактор репертуарно-редакционной коллегии Министерства культуры Белорусской ССР.
Аркадий Мовзон умер 19 августа 1977 года. Похоронен на Северном кладбище в Минске.

## Творчество
В 1946 году — первая пьеса «Константин Заслонов», посвященная легендарному советскому партизану (фильм — лидер проката (1949, 2 место) — 17.9 млн зрителей). Писа́л на белорусском и русском языках. Автор сборников «Избранные пьесы» (1964), «Люди и время» (1972), «Пьесы» (1978).

### Драматургия
А. Мовзон — автор пьес:
- «Константин Заслонов» (1946)
- «В Тихом переулке» (1955)
- «В битве великой» (1957)
- «Непримиримость» (1957)
- «Если ты человек» (1960)
- «Под одним небом» (1962)
- «Куда идёшь, Сергей?» (1966)
- «В доме на Солнечной» (1966)
- «Всего одна жизнь» (1970)
- «Дорога сквозь ночь» (1970)
- «До последнего дыхания» (1978)

### Кинематограф
По сценариям Аркадия Мовзона поставлены фильмы — «Константин Заслонов» (1949), «Зелёные огни» (1955), «Впереди крутой поворот» (1960).

## Память
Именем А. И. Мовзона названа одна из улиц Витебска.